# Festiwal Jazz Jantar

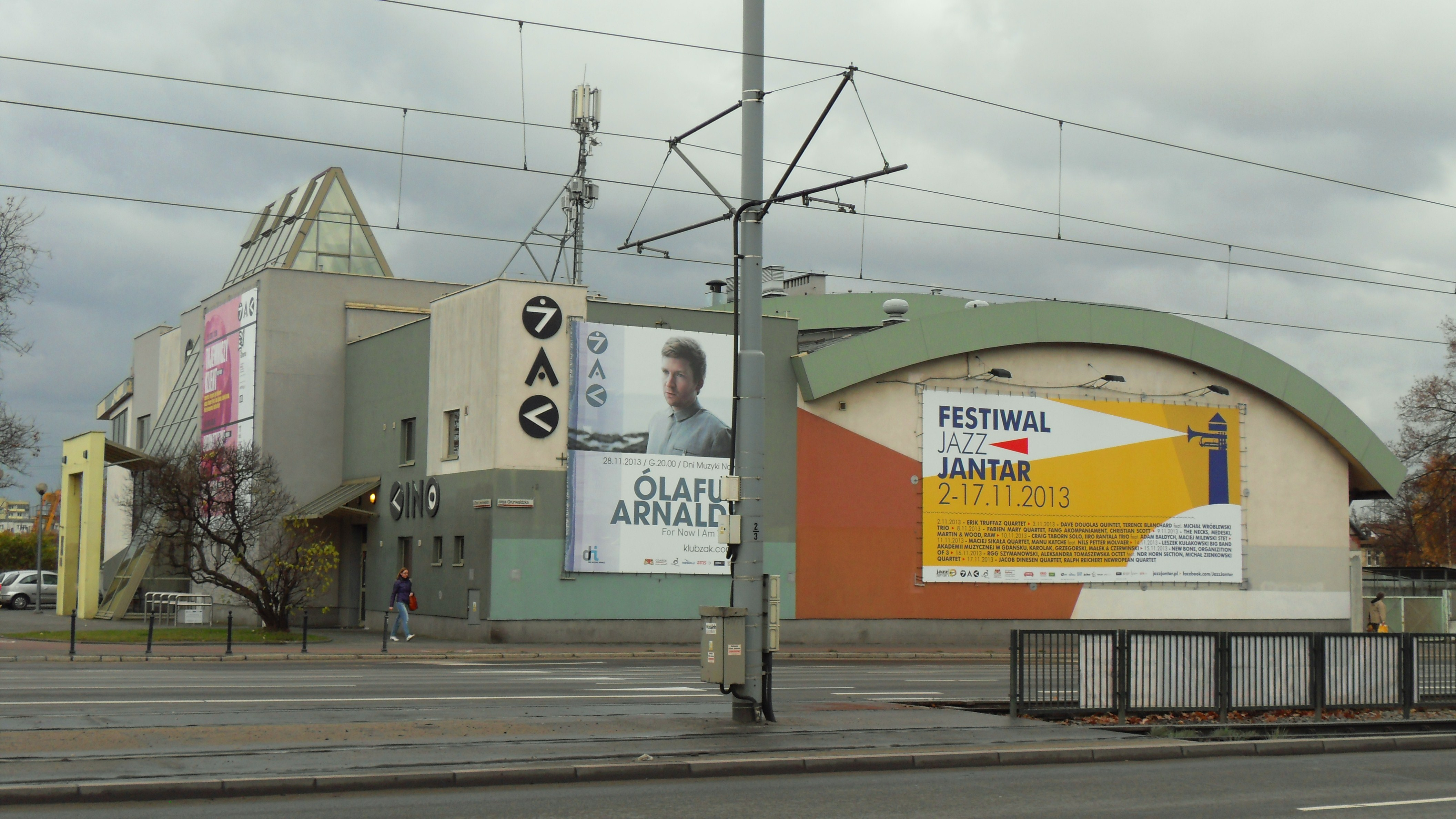
Klub Żak we Wrzeszczu Górnym w czasie festiwalu w 2013

Festiwal Jazz Jantar – doroczny, międzynarodowy festiwal muzyki jazzowej odbywający się w gdańskim klubie "Żak" (w pierwszej połowie listopada). Festiwal został zainaugurowany w 1973. W latach 70. i 80. XX wieku był zaliczany do najważniejszych imprez jazzowych w Polsce.
W roku 2006 odbyła się jubileuszowa X. edycja (reaktywowanego w latach 90. XX wieku) festiwalu. Koncepcja artystyczna festiwalu prezentuje krajową i europejską awangardę jazzu, nawiązując również do korzeni gatunku.
Od 2007 Jazz Jantar dzieli się na dwie części: Avant Days (free jazz, improwizacja oraz współczesnej kameralistyka) oraz All That Jazz (koncentruje się na czystej przyjemności płynącej ze słuchania muzyki; prezentuje wirtuozów charakteryzujących się własnym, oryginalnym językiem).
Gośćmi festiwalu byli między innymi Bill Evans, Henryk Miśkiewicz, Leszek Możdżer, Marek Napiórkowski i Tomasz Stańko.